# Черненко Володимир Дмитрович
Володимир Дмитрович Черненко (нар.3 жовтня 1925, с. Яблунівка (Прилуцький район) — пом. 12 лютого 2010, Харків, Україна ) — лікар-епідеміолог, доктор медичних наук, ректор Харківського медичного інституту (1975–1986), громадський діяч.

## Біографія
В.Д. Черненко народився 3 жовтня 1925 р. в селищі Яблунівка Прилуцького району Чернігівської області в родині селянина-бідняка.
До початку німецько-радянської війни закінчив 8 класів Яблунівської школи і в 1943 р., після визволення України від окупантів, вступив до лав Червоної Армії. Спочатку служив кулеметником танкового десанту, був поранений, у шпиталі закінчив курс санінструкторів. Військову службу продовжив у стрілецькій роті. З боями бійці визволяли міста: Зеньків, Фастів, Білу Церкву, Київ. На початку 1944 р. в одному з боїв під Білою Церквою Володимир Дмитрович отримав тяжке поранення. Лікувався декілька місяців у різних шпиталях. В червні того ж року його демобілізовали інвалідом ІІ групи. Він повернувся в рідне село, допомагав відбудовувати колгоспне господарство. В.Д.Черненко закінчив навчання у вечірній школі і зробив спробу поступити до Киевського театрального институту им. Карпенко-Карого, але через тяжке поранення медична комісія не дала дозвіл на вступ. Тому в 1947 р. став студентом Харківського медичного інституту, який закінчив у 1953 р.
Після закінчення інституту вступив в аспірантуру на кафедрі епідеміології, яку очолював академік М.М. Соловйов, один з засновників вчення про епідемічний процес. Володимиру Дмитровичу належить наукова ідея — розробка наукових заходів по боротьбі з дифтерією. Дослідженням цієї проблеми він присвятив багато років і зробив предметом своєї кандидатської дисертації. У 1958 р., ставши кандидатом медичних наук, він працював спочатку асистентом, згодом доцентом на кафедрі епідеміології. Весь цей час продовжував  наукові дослідження. Підсумком наукових досліджень і пошуків стало написання докторської дисертації, яку Володимир Дмитрович з успіхом захистив у 1965 р. Тема дисертації: «Состояние невосприимчивости к дифтерии у детей, больных и переболевших острыми инфекционными болезнями».
В 1969 р. Черненко Володимир Дмитрович став завідувачем кафедри епідеміології, яку очолював понад 20 років (до 1991р.). понад 10-працював заступником санітарно-гігієнічного факультету, а пізніше — деканом цього факультету. В 1975 р. Черненко В.Д. було призначено ректором Харківського медичного інституту (тепер Харківськи національний медичний університет). Цю посаду він обіймав до 1986 р. За цей період сталось багато змін на краще: добудовано корпус на вул.Тринклера (тут розмістилася військова кафедра), побудовано корпус з бібліотекою, актовим та спортивним залами, зведено студентський гуртожиток. В 1978 р. в інституті відкрився стоматологічний факультет, а в 1982 — підготовче відділення.
В.Д. Черненко вів велику громадську та організаторську роботу, представляв вітчизняну епідеміологічну науку за кордоном був експертом Світової організації охорони здоров'я з проблем боротьби з інфекційними хворобами. Неодноразово обирався депутатом районної та міської Рад народних депутатів, брав активну участь у вирішенні міських питань.
Черненко Володимир Дмитрович помер 12 лютого 2010 р. Його поховали у м. Харкові на міському цвинтарі №2 (вул. Пушкінська).

## Наукова діяльність та спадщина
Епідеміологія була наукою всього життя Володимира Дмитровича Черненка. Ним була проведена велика робота по виченню характеру і часу впливу різних факторів зовнішнього середовища на рівень напруженості активного імунітету. Багаторічний досвід наукової та педагогічної роботи В.Д. Черненка узагальнений у 135 публікаціях у наукових періодичних виданнях, в програмах з курсу епідеміології та навчально-методичних посібниках для студентів, лікарів-інтернів, викладачів.  З 1982 року — виконавчий редактор наукового збірника «Мікробіологія, епідеміологія та клініка інфекційних хвороб».
Основні праці Черненка В.Д.:
1. Черненко В.Д. Опыт широкопрофильной первичной специализации студентов санитарно-гигиенического факультета // Гигиена и санитария. — 1980. — № 8.
2. Черненко В. Д. Социальная обусловленность биологического в эпидемиологии инфекционных болезней: Тез. докладов науч. конф. «Философия и социальные аспекты современной биологии и медицины. — Х., 1983.
3. Черненко В. Д. Относительно понятий «управляемые и неуправляемые» инфекции: Сб. науч. тр. «Микробиология, эпидемиология и клиника инфекционных болезней». — 1983.

## Нагороди
Був нагороджений медаллю "За відвагу".